# Rodau (Rosenbach)
Rodau ist ein Ortsteil der Gemeinde Rosenbach/Vogtl. im sächsischen Vogtlandkreis. Das zur Ortschaft Leubnitz gehörende Dorf wurde am 1. Januar 1999 mit seinem Ortsteil Demeusel nach Leubnitz eingemeindet, mit dem es am 1. Januar 2011 zur Gemeinde Rosenbach/Vogtl. kam.

## Geographie

### Geographische Lage und Verkehr
Rodau liegt im Westen der Gemeinde Rosenbach, westlich von Plauen. Der Ortskern ist rund 3 km von der Landesgrenze zu Thüringen entfernt, an welche Rodau im Westen grenzt. Durch den Ort fließt der Steinigtbach, welcher unmittelbar nordöstlich in den Rosenbach mündet. Gen Westen hin steigt der Ort an. Die bebaute Ortslage erstreckt sich in einer Höhe zwischen 415 und 465 m ü. NN. Rodau ist umgeben von Feldern, im weiteren Umfeld schließen sich insbesondere im Westen und Südosten größere Waldgebiete an.
Rodau liegt im Nordwesten des Vogtlandkreises und im sächsischen Teil des historischen Vogtlands. Geografisch liegt der Ort im Zentrum des Naturraums Vogtland (Übergang vom Thüringer Schiefergebirge ins Mittelvogtländische Kuppenland).
Der Ort wird im Zweistundentakt von der TaktBus-Linie 41 des Verkehrsverbunds Vogtland angebunden. Diese verkehrt nach Pausa und Zeulenroda sowie nach Mehltheuer, wo Anschluss zu den Zügen nach Plauen, Falkenstein, Gera und Leipzig besteht.

### Nachbarorte
Rodau grenzt an vier weitere Ortsteile der Gemeinde Rosenbach, je einen Ortsteil der Gemeinden Pausa-Mühltroff und Weischlitz im Vogtlandkreis sowie zwei Ortsteile der Stadt Tanna im thüringischen Saale-Orla-Kreis.
| Kornbach (Pausa-Mühltroff)      | Schönberg                                   | Demeusel |
| Oberkoskau, Unterkoskau (Tanna) | Kompassrose, die auf Nachbargemeinden zeigt | Leubnitz |
| Stelzen (Tanna)                 | Tobertitz (Weischlitz)                      | Rößnitz  |

## Geschichte

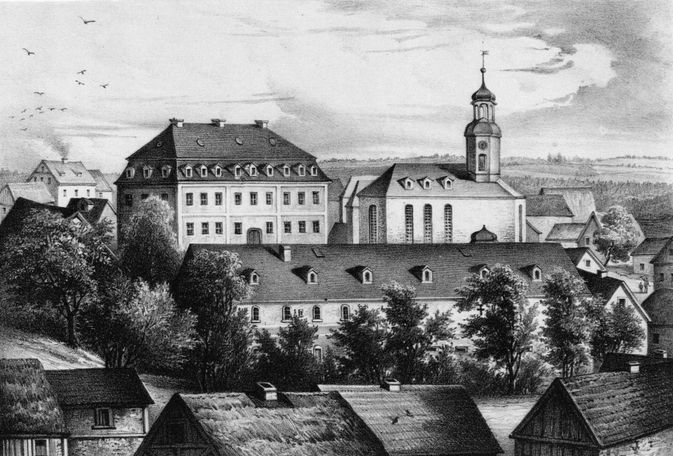
Herrenhaus und Kirche Rodau – um 1850

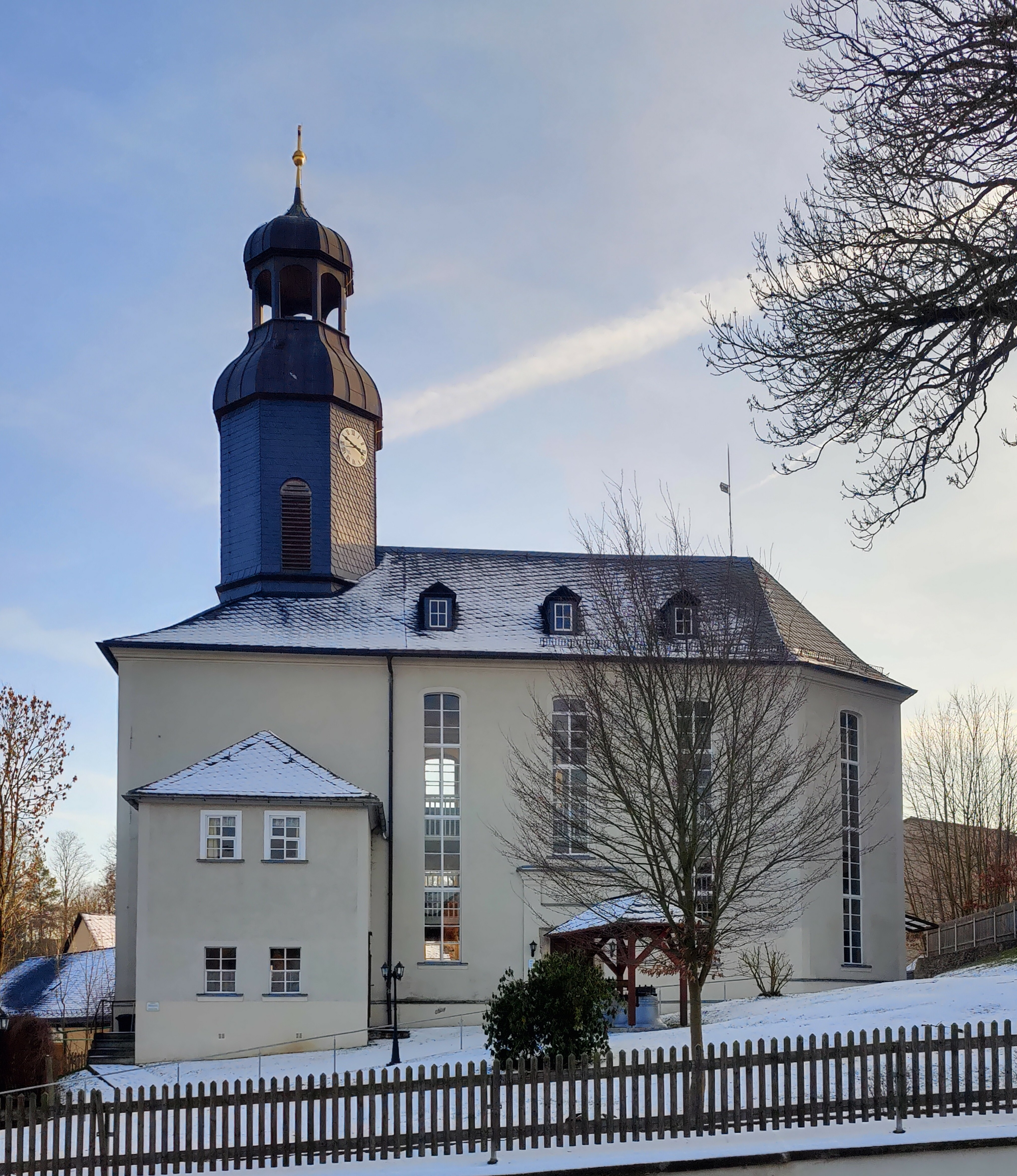
Kirche St. Nikolaus (2023)

Das Waldhufendorf Rodau wurde 1224 in einer Schenkungsurkunde des Weidaer Vogtes Heinrich IV., genannt der Mittlere, ersterwähnt. In dieser Urkunde erscheint ein Cunrado de Rode als Zeuge, welcher in Verbindung mit einem Herrensitz belegt ist. Der ursprüngliche Name Rodaus Rode ist aller Wahrscheinlichkeit auf deutsche Siedler zurückzuführen, die den Wald rodeten. Verschiedene Sagen erzählen jedoch von heidnischen Sorben, die bereits zuvor in der Umgebung gelebt haben sollen und christianisiert wurden.
Das in der Urkunde erwähnte Adelsgeschlecht von Rode (auch von Roda und zum Rode) lässt sich bis 1485 nachweisen. In Rodau ist im Jahr 1418 ein Vorwerk erwähnt. Seit 1428 ist ein Rittersitz in Rodau belegt und seit 1606 ein Rittergut. Dieses wechselte im Laufe der Jahrhunderte vielmals die besitzenden Adelsfamilien. Waren es im 16. Jahrhundert die Herren von Röder, folgten unter anderem die Familien von Dobeneck (1613), von der Planitz (um 1650), von Schönfels. 1742 kaufte Hans Carl Friedrich von Schönfels, Fürstlich Anhalt–Köthenscher Kammerjunker auf Reuth und Rodau (* 3. Juli 1700 zu Reuth, + 18. Januar 1772 zu Reuth) für 16.800 Gulden von den Brüdern Fiedler aus Reichenbach das Rittergut Rodau. Hans Carl Friedrich ist auf der 1704 gegossenen kleinen Kirchenglocke erwähnt. 1829 verkaufte August Ferdinand von Schönfels (* 19. Januar 1799 zu Tobertitz, + 27. Februar 1879 zu Ruppertsgrün) das Rittergut Rodau für 25.000 Taler an Friedrich Heinrich von Kospoth. Dem Rittergut Rodau war bezüglich der Grundherrschaft jedoch nur ein kleiner Teil des Dorfes Rodau zugehörig. Ein Großteil gehörte dem Rittergut Leubnitz, weitere Anteile zum Rittergut Rößnitz und als Amtsdorf zum Amt Plauen. Ebenso war die Kirche Rodaus Filialkirche von Leubnitz, wurde jedoch 1613 eigenständig und zugleich Pfarrkirche für die Orte Tobertitz, Schönberg, Demeusel und Kornbach.
Rodau gehörte bis 1856 zum kursächsischen bzw. königlich-sächsischen Amt Plauen. 1856 wurde der Ort dem Gerichtsamt Plauen und 1875 der Amtshauptmannschaft Plauen angegliedert. Das Rittergut Rodau gehörte ab 1901 einem Oskar Förster, ab 1921 einem Johannes Rinn und anschließend Margarethe Osswald. Diese wurde im Zuge der Bodenreform in der Sowjetischen Besatzungszone ab 1945 enteignet. Im Jahr 1949 erhielt Elisabeth Schenk das Rittergut Rodau als Entschädigung dafür, dass ihr Besitz, das Rittergut Gaudichsroda bei Nerchau, enteignet wurde.
Durch die zweite Kreisreform in der DDR kam die Gemeinde Rodau im Jahr 1952 zum Kreis Plauen-Land im Bezirk Chemnitz (1953 in Bezirk Karl-Marx-Stadt umbenannt), der ab 1990 als sächsischer Landkreis Plauen fortgeführt wurde und 1996 im Vogtlandkreis aufging.
Am 1. Januar 1999 schloss sich Rodau, inklusive des am 1. Januar 1974 eingemeindeten Ortsteils Demeusel, mit den bis dahin selbstständigen Gemeinden Leubnitz, Rößnitz und Schneckengrün zur neuen Gemeinde Leubnitz zusammen, welche sich am 1. Januar 2011 mit Mehltheuer und Syrau zur Gemeinde Rosenbach/Vogtl. zusammenschloss.

## Sehenswertes und Tourismus
Die heutige Kirche wurde 1810 bis 1813 nahe dem Herrenhaus gebaut und beherbergt eine Orgel der Orgelbauer Gebrüder Heidenreich aus Hof (Saale).
Das Waldbad Rodau liegt etwas außerhalb an der Straße nach Leubnitz und ist solarbeheizt.